# Lupettiana
Lupettiana là một chi nhện trong họ Anyphaenidae.